# Stora Kullagölen, Småland
Stora Kullagölen är en sjö i Vetlanda kommun i Småland och ingår i Emåns huvudavrinningsområde.